# Občina Radlje ob Dravi
Občina Radlje ob Dravi so ena od občin v Republiki Sloveniji.

## Naselja v občini
Brezni Vrh, Dobrava, Radelca, Radlje ob Dravi, Remšnik, Spodnja Orlica, Spodnja Vižinga, Sveti Anton na Pohorju, Sveti Trije Kralji, Šent Janž pri Radljah, Vas, Vuhred, Zgornja Vižinga, Zgornji Kozji Vrh